# پوکون ماونتین لیک استیتس (پنسیلوانیا)
پوکون ماونتین لیک استیتس (به انگلیسی: Pocono Mountain Lake Estates) یک منطقهٔ مسکونی در ایالات متحده آمریکا است که در شهرستان پایک، پنسیلوانیا واقع شده‌است. پوکون ماونتین لیک استیتس ۸۴۲ نفر جمعیت دارد.